# Radisson 200 1998
Radisson 200 1998 var ett race som den åttonde deltävlingen i Indy Racing League 1998. Racet kördes den 16 augusti på Pikes Peak International Raceway. Kenny Bräck kom in i händelsernas centrum, genom att ta sin andra raka seger. Mästerskapsledande Scott Sharp slutade inte bättre än elva, vilket gjorde att Bräck tog sig ikapp honom, sånär som på en poäng. Robbie Buhl och Tony Stewart gjorde att det blev två förare från Team Menard på prispallen.

## Slutresultat
| Plats | Förare           | Team                   | Grid |
| ----- | ---------------- | ---------------------- | ---- |
| 1     | Kenny Bräck      | A.J. Foyt Enterprises  | 5    |
| 2     | Robbie Buhl      | Team Menard            | 6    |
| 3     | Tony Stewart     | Team Menard            | 3    |
| 4     | Stéphan Grégoire | Chastain Motorsports   | 18   |
| 5     | Marco Greco      | Phoenix Racing         | 9    |
| 6     | Davey Hamilton   | Nienhouse Motorsports  | 7    |
| 7     | Buddy Lazier     | Hemelgarn racing       | 17   |
| 8     | Eddie Cheever    | Cheever Racing         | 16   |
| 9     | Billy Boat       | A.J. Foyt Enterprises  | 1    |
| 10    | Donnie Beechler  | Cahill Racing          | 21   |
| 11    | Scott Sharp      | Kelley Racing          | 8    |
| 12    | Robby Unser      | Cheever Racing         | 23   |
| 13    | Sam Schmidt      | LP Racing              | 19   |
| 14    | Steve Knapp      | PDM Racing             | 14   |
| 15    | John Paul Jr.    | Byrd-Cunningham Racing | 13   |
| 16    | Brian Tyler      | Team Pelfrey           | 24   |
| 17    | Andy Mirchner    | Riley & Scott Cars     | 20   |
| 18    | Scott Goodyear   | Panther Racing         | 11   |
| 19    | Mark Dismore     | Kelley Racing          | 4    |
| 20    | Jeff Ward        | ISM Racing             | 2    |
| 21    | Roberto Guerrero | Pagan Racing           | 10   |
| 22    | Arie Luyendyk    | Treadway Racing        | 22   |
| 23    | Jack Miller      | Crest racing           | 25   |
| 24    | Buzz Calkins     | Bradley Motorsports    | 15   |
| 25    | Raul Boesel      | McCormack Motorsports  | 12   |